# Buysscheure
Buysscheure (in olandese Buisscheure) è un comune francese di 523 abitanti situato nel dipartimento del Nord nella regione dell'Alta Francia.

## Società

### Evoluzione demografica
Abitanti censiti